# فریتس شتروبل
فریتس شتروبل (انگلیسی: Fritz Strobl؛ زادهٔ ۲۴ اوت ۱۹۷۲) اسکی‌باز آلپاین اهل اتریش است.